# Pedro Vargas
Pedro Vargas Mata  (San Miguel de Allende, 29 de abril de 1906-Ciudad de México, 30 de octubre de 1989) fue un cantante y actor mexicano.
A pesar de su preparación operística, se dedicó al canto popular, alcanzando reconocimiento internacional, además de ser uno de los principales intérpretes de Agustín Lara. Se le conoció con los sobrenombres de «el Ruiseñor de las Américas», «el Samurái de la Canción» y «el Tenor de las Américas».

## Biografía y carrera

### Primeros años e inicios
Pedro Vargas Mata nació el 29 de abril de 1906 en San Miguel de Allende, Guanajuato, siendo el segundo hijo de los doce que tuvieron José Cruz Vargas y Rita Mata. A los siete años cantaba en el coro de la iglesia de su ciudad. El maestro del coro fue el primero en reconocer su talento y en darle lecciones de canto.
En 1920, a la edad de 14 años, llegó a Ciudad de México y de inmediato empezó a cantar en los coros de varias iglesias y a ofrecer serenatas. Fue en el Colegio Francés de La Salle, donde después de escucharlo, le ofrecieron una beca para realizar la escuela secundaria, clases de piano y solfeo. Ahí permaneció hasta terminar el bachillerato. Más adelante el maestro José Pierson también le daría alojamiento y lecciones de técnica vocal de forma gratuita. Mientras permanecía allí conoció a Jorge Negrete, Alfonso Ortiz Tirado y Juan Arvizu. José Mojica lo recomendó más adelante con Alejandro Cuevas, quien al escucharlo se ofreció también a darle lecciones sin costo.

### Trayectoria artística
Recibió la oportunidad de participar en la ópera «Cavalleria rusticana», el 22 de enero de 1928, por recomendación del maestro Jose Pierson en el Teatro Esperanza Iris. Recibió la oferta de viajar en una gira con la Orquesta Típica de Miguel Lerdo de Tejada (hoy Orquesta Típica de la Ciudad de México), a los Estados Unidos, como cantante de música popular, lo que aceptó. En su primera visita a Buenos Aires grabó para el sello RCA Víctor dos temas de su autoría: "Porteñita mía" y "Me fui", con el respaldo musical del pianista José Agüeros y el violinista Elvino Vardaro. El 12 de septiembre de 1931 contrajo matrimonio con María Teresa Campos Jáuregui, originaria de una familia de Querétaro, matrimonio que duró hasta el fallecimiento del artista y con quien tendría a sus cuatro hijos. Fue uno de los mejores y más exitosos intérpretes del compositor Agustín Lara, así como de muchos otros compositores de toda Hispanoamérica, lo que le permitió recorrer diversos países de este continente, principalmente Argentina, Chile, Colombia, Perú y Venezuela.
Con un extenso repertorio que incluyó temas líricos como "Jinetes en el Cielo", canciones rancheras como "Allá en el Rancho Grande", boleros como "Obsesión", cantado a dos voces junto a Beny Moré; y temas nostálgicos como "Alfonsina y el mar", Pedro Vargas recibió de parte del público el calificativo de "Ruiseñor de las Américas".
En 1985 interpretó el tema "Felicidades" a dúo con el cantautor español Julio Iglesias.

## Muerte
El 30 de octubre de 1989, Vargas falleció en Ciudad de México a los 83 años de edad, a causa de un paro cardíaco, una cardiopatía aterosclerosa, y diabetes mellitus. Su cuerpo fue cremado en el Panteón Civil de Dolores, ubicado en la misma ciudad. El paradero final de sus cenizas es desconocido.

## Discografía parcial

### Álbumes

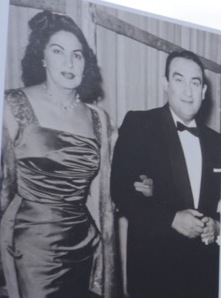
Vargas junto a Consuelo Velázquez, fotografiados en la década los cincuenta.

| Año  | Título                                                   | Discográfica                      |
| 1949 | Felices Pascuas                                          | RCA Victor (Estados Unidos)       |
| 1951 | El tenor continental                                     | RCA Victor (México)               |
| 1951 | Pedro Vargas canta canciones de Agustín Lara             | RCA Victor (México)               |
| 1952 | Pedro Vargas canta canciones americanas                  | RCA Victor (México)               |
| 1953 | Pedro Vargas canta                                       | RCA Victor (Estados Unidos)       |
| 1956 | Pedro Vargas Sings                                       | RCA Victor (Estados Unidos)       |
| 1957 | Viva Vargas                                              | RCA Victor (Estados Unidos)       |
| 1957 | Vargas Sings Songs by Matamoros                          | RCA Victor (Estados Unidos)       |
| 1958 | Canta música ranchera                                    | RCA Victor (México)               |
| 1958 | Felices Pascuas                                          | RCA Victor (Estados Unidos)       |
| 1964 | Canciones que estrené                                    | RCA Victor (México)               |
| 1964 | Pedro Vargas en Carnegie Hall                            | RCA Victor (México)               |
| 1967 | Boleros rancheros con Pedro Vargas                       | RCA Victor (México)               |
| 1970 | Así es mi tierra                                         | RCA (México)                      |
| 1973 | Somos novios                                             | RCA (México)                      |
| 1975 | El rey                                                   | RCA (México)                      |
| 1976 | Ahora                                                    | RCA (México)                      |
| 1978 | 50 Aniversario 1928-1978                                 | RCA (México)                      |
| 1980 | Pedro Vargas canta a la Guadalupana                      | RCA (México)                      |
| 1983 | Vida...Pedro Vargas y las canciones de Armando Manzanero | RCA (México)                      |
| 1985 | Gracias a la vida                                        | RCA (México)                      |
| 1985 | Grande, grande, grande don Pedro Vargas                  | RCA Ariola Internacional (México) |

### Recopilaciones y reediciones
| Año  | Título                                                   | Discográfica                   |
| 1961 | Recordando grandes éxitos de Norteamérica                | RCA Victor (México)            |
| 1961 | Pedro Vargas con sus amigos                              | RCA Victor (México)            |
| 1987 | Pedro Vargas: Las primeras grabaciones 1928-1935         | AMEF (México)                  |
| 1995 | El Tenor de las Américas, Pedro Vargas en Cuba           | BMG Music (Estados Unidos)     |
| 2001 | Lo mejor de Pedro Vargas: 40 temas originales            | Sony US Latin (Estados Unidos) |
| 2002 | Pedro Vargas: Colección RCA, 100 años de música (2CDs)   | BMG Entertainment (México)     |
| 2013 | Pedro Vargas: 80 Aniversario                             | Warner Music (México)          |
| 2013 | A la Guadalupana                                         | Sony Music (México)            |
| 2013 | Vida...Pedro Vargas y las canciones de Armando Manzanero | Sony Music (México)            |

## Filmografía
- Una mariposa en la noche (1977) (voz)
- Muy agradecido (1975) TV
- Volver (1969)
- Retablos de la Guadalupana (1967)... Retablos del Tepeyac (México)
- La duquesa (1966) TV
- Cucurrucucú Paloma (1965)
- El estudio Raleigh (1964) TV
- Cri Cri el grillito cantor (1963) (voz)
- El hombre de papel (1963) (voz)... The Paper Man (Internacional: Título en inglés)
- Domingos Herdez (1962) TV
- México lindo y querido (1961)... Beautiful and Beloved Mexico (Internacional: Título en inglés)
- Tres angelitos negros (1960)
- Cada quien su música (1959)
- Melodías inolvidables (1959).... Cantante
- Flor de canela (1959)
- La vida de Agustín Lara (1959)
- El estudio de Pedro Vargas (1959) TV
- Bolero inmortal (1958)
- Locos por la televisión (1958)
- La máscara de carne (1958)
- Música en la noche (1958)
- Música y dinero (1958)
- Cuando México canta (1958)
- Locura musical (1958)
- La feria de San Marcos (1958)
- Los tres bohemios (1957)
- La virtud desnuda (1957)
- Las manzanas de Dorotea (1957)
- Los chiflados del rock and roll (1957)
- Teatro del crimen (1957)
- Max Factor, las estrellas y usted (1957) TV
- Bodas de oro (1956)... Golden Anniversaries (Internacional: Título en inglés)
- Pensión de artistas (1956)
- Besos prohibidos (1956)... Amor constante (México)
- Una movida chueca (1956)
- El Pequeño Proscrito (1955) México-EUA "The little outlaw" Walt Disney
- Espaldas mojadas (1955).... Worker (Internacional: Título en inglés)
- De ranchero a empresario (1954)
- Reportaje (1953).... Pedro, cantante desempleado
- Carne de horca (1953).... Mocuelo... Sierra Morena (Italia: título en festival de Venecia)... Terrore dell'Andalusia, Il (Italia)
- Nadie muere dos veces (1953)
- Piel canela (1953)
- Caribeña (1953)
- Tu recuerdo y yo (1953)
- Sí... mi vida (1953)
- Había una vez un marido (1953)
- Ni pobres ni ricos (1953)
- Tío de mi vida (1952)
- Rostros olvidados (1952).... Cantante
- Por qué peca la mujer (1952)
- La noche es nuestra (1952)
- Hay un niño en su futuro (1952)
- Víctimas del divorcio (1952)
- Del can-can al mambo (1951)
- Burlada (1951).... Pedro
- La marquesa del barrio (1951).... Pedro Vargas/Cantante
- A La Habana me voy (1951)
- Pecado de ser pobre (1950)
- Aventurera (1950).... Cantante
- También de dolor se canta (1950)
- La mujer que yo amé (1950)
- Perdida (1950)
- Pobre corazón (1950)
- Mujeres en mi vida (1950)
- Yo quiero ser mala (1950)
- Allá en el Rancho Grande (1949)
- Un pecado por mes (1949)
- El abandonado (1949)
- Ojos de juventud (1948)
- Revancha (1948)
- Ahí vienen los Mendoza (1948)
- Yo maté a Rosita Alvírez (1947)
- La morena de mi copla (1946)
- Hotel de verano (1944)... Summer Hotel (Internacional: Título en inglés)
- Fantasía ranchera (1943)
- Soy puro mexicano (1942)... I'm a Real Mexican (USA: Título en inglés )
- Caballería del imperio (1942).... Singer... Imperial Cavalry (UK: Título en inglés ))
- Cándida millonaria (1941)... Candida, Millionairess (Internacional: Título en inglés)
- Laranja-da-China (1940)
- Canto a mi tierra (1938)... México canta (México)
- Hambre (1938)
- Los chicos de la prensa (1937)... The Newspaper Boys (USA: Título en inglés)

## Condecoraciones y premios

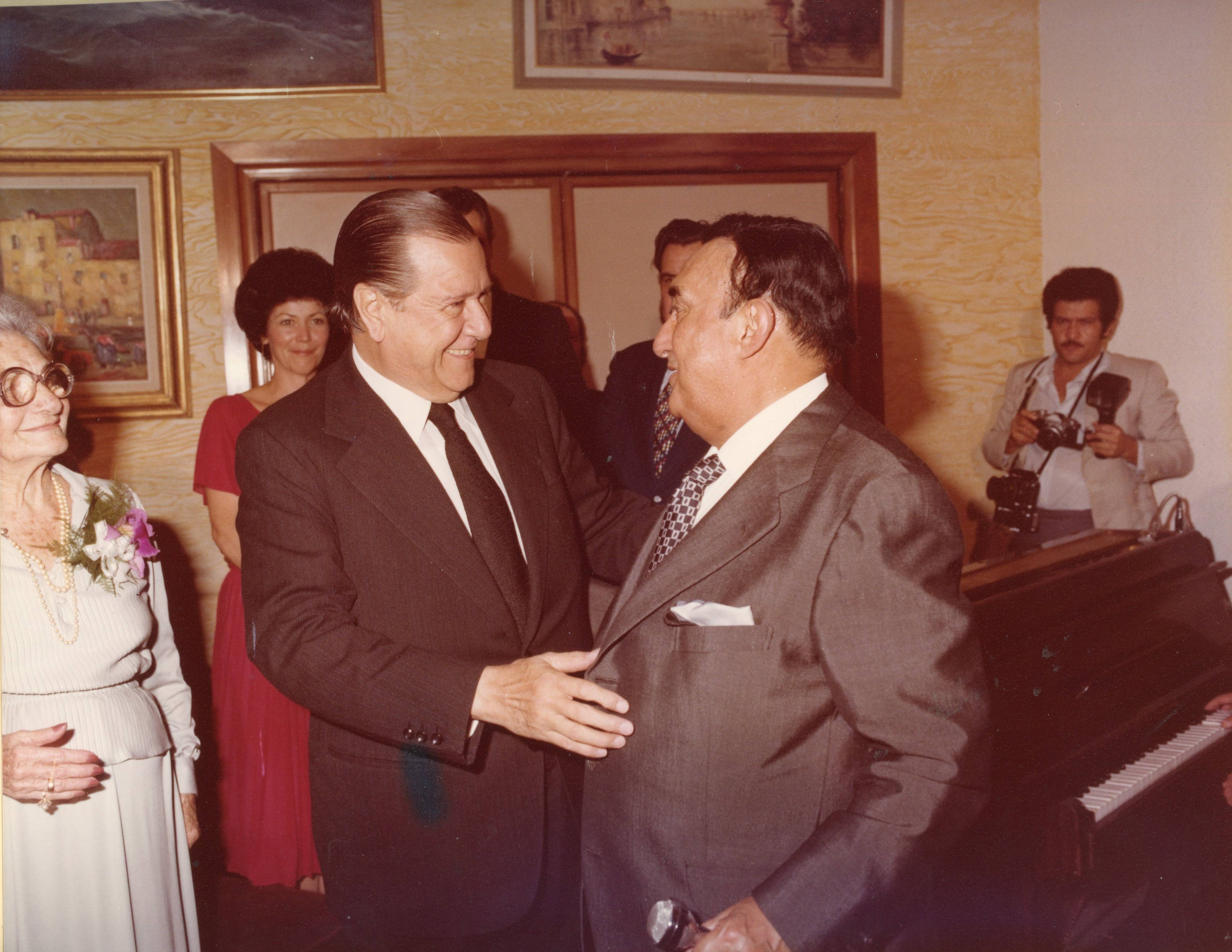
Vargas (derecha) junto al presidente venezolano, Rafael Caldera, en 1971.

Entre otros reconocimientos, recibió:
- Orden de Isabel la Católica
- Orden de Malta
- Míster Amigo
- Ciudadano Honorario de Texas
- Orden Cruzeiro Do Sul (Brasil, octubre de 1944)
- Orden Carlos Manuel de Céspedes (Cuba, marzo de 1955)
- Orden Vasco Núñez de Balboa (Panamá, agosto de 1966)
- Orden de Mayo Oficial (Argentina, octubre de 1978)
- Orden Francisco Miranda (Venezuela, octubre de 1978)
- Condecoración de la OEA (Washington D. C., Estados Unidos, septiembre de 1981)
- Premio homenaje Golden Eagle Award (Los Ángeles, California, junio de 1983)
- Orden Carlos Manuel de Céspedes